# Epione lateritia
Epione lateritia är en fjärilsart som beskrevs av Rudolph 1926. Epione lateritia ingår i släktet Epione och familjen mätare. Inga underarter finns listade i Catalogue of Life.